# Alderson Falls
Die Alderson Falls sind ein Wasserfall im Fiordland-Nationalpark auf der Südinsel Neuseelands. Er liegt in einem Zulauf desjenigen Bachs, der über die Helena Falls wenige hundert Meter weiter westlich in das Kopfende des Doubtful Sound/Patea mündet. Seine Fallhöhe beträgt rund 120 Meter.